# Kim Young-ok
Kim Young-ok (hangul: 김영옥; hanja: 金英玉; rr: Gim Yeong-ok; MR: Kim Yŏng-ok; 5 de dezembro de 1937) é uma atriz sul-coreana que iniciou sua carreira artística em 1957. Ela é conhecida como a "Vovó da Nação" na Coreia do Sul por seus muitos retratos de avós no cinema e na televisão.

## Carreira
Em 1959, Kim ingressou na Chuncheon Broadcasting Station como locutora por meio de recrutamento aberto. Em 1960, ela voltou a participar da Christian Broadcasting Company (CBS) como atriz de voz pela 6a vez. Um ano depois, em 1961, ela estreou oficialmente como atriz de voz para a 1ª rodada da MBC Cultural Broadcasting, e em 1969 apareceu pela primeira vez em uma série de drama da MBC TV.
Kim Young-ok é uma das atrizes mais representativas da Coreia do Sul e que, atualmente, é a atriz mais velha ativa no país sem um hiato desde sua estreia.

## Filmografia

### Filmes
| Ano  | Título                             | Papel                   | Notas           | Ref.   |
| ---- | ---------------------------------- | ----------------------- | --------------- | ------ |
| 1957 | Farewell Sorrow!                   |                         |                 |        |
| 1958 | Open the Door to a Pure Heart      |                         |                 |        |
| 1959 | Bear                               |                         |                 |        |
| 1959 | Even the Clouds Are Drifting       |                         |                 |        |
| 1961 | A Shoeshine Boy                    |                         |                 |        |
| 1963 | The Mistress                       |                         |                 |        |
| 1966 | Have Cake and Eat It, Too          |                         |                 |        |
| 1967 | Flame in the Valley                |                         |                 |        |
| 1968 | A Young Bride                      |                         |                 |        |
| 1968 | A Young Zelkova                    |                         |                 |        |
| 1970 | Mi-ae                              |                         |                 |        |
| 1980 | Man-suk, Run!                      |                         |                 |        |
| 1986 | No Woman Is Afraid of the Night    | Empregada               |                 |        |
| 1987 | The Chef of 8 Provinces            | Chefe Mokpo             |                 |        |
| 1988 | Puppy Love                         |                         |                 |        |
| 1990 | Watercolor Painting in a Rainy Day | Babá                    |                 |        |
| 1990 | The Lovers of Woomook-baemi        | Mãe do Il-do            |                 |        |
| 1999 | White Valentine                    | Florista                |                 |        |
| 2003 | Spring Breeze                      | Mãe do Seon-guk         |                 |        |
| 2003 | A Man Who Has Been Revealed        | Mulher de meia-idade    |                 |        |
| 2004 | Springtime                         | Avó do Jae-il           |                 |        |
| 2006 | Old Miss Diary: The Movie          | Young-ok                |                 | [ 8 ]  |
| 2007 | Big Bang                           | Mãe do Yang Chul-gon    |                 |        |
| 2007 | Soo                                | Avó do policial Seo     | Cameo           |        |
| 2008 | Public Enemy Returns               | Mãe do Kang Chul-joong  |                 |        |
| 2008 | Our School's E.T.                  | Mãe do Chun Sung-geun   |                 |        |
| 2010 | Le Grand Chef 2: Kimchi Battle     | Mãe do Yeo-sang         |                 |        |
| 2011 | Sunny                              | Avó da Im Na-mi         |                 |        |
| 2012 | Spring, Snow                       | Mãe                     |                 |        |
| 2013 | Fists of Legend                    | Sogra                   |                 |        |
| 2015 | Casa Amor: Exclusive for Ladies    | Presidente Yeon         |                 |        |
| 2015 | Granny's Got Talent                | Avó xamã                | Cameo           |        |
| 2015 | Makgeolli Girls                    |                         |                 |        |
| 2015 | Bean Sprouts                       | Mãe do Gong Na-mul      | Cameo           |        |
| 2017 | Snowy Road                         | Choi Jong-boon (adulta) |                 |        |
| 2021 | Romance Without Love               | Avó da Ja-young         |                 |        |
| 2022 | Take Care of Mom                   |                         | Papel principal | [ 9 ]  |
| ASA  | Picnic                             | Geum-soon               |                 | [ 10 ] |

### Séries de televisão
| Ano       | Título                                                 | Papel                                  | Notas               | Ref.   |
| --------- | ------------------------------------------------------ | -------------------------------------- | ------------------- | ------ |
| 1978      | Ju-in                                                  |                                        |                     |        |
| 1978      | I Sell Happiness                                       |                                        |                     |        |
| 1981      | Se-ah                                                  |                                        |                     |        |
| 1985      | The Seaside Village                                    |                                        |                     |        |
| 1986      | Love and Ambition                                      | Tia do Hae-young                       |                     |        |
| 1988      | Forget Tomorrow                                        |                                        |                     |        |
| 1988      | Teacher, Our Teacher                                   |                                        |                     |        |
| 1988      | The Last Idol                                          |                                        |                     |        |
| 1989      | Wang Rung's Kin                                        |                                        |                     |        |
| 1989      | Flowering Nest                                         |                                        |                     |        |
| 1989      | Carousel                                               |                                        |                     |        |
| 1989      | Wanjang                                                |                                        |                     |        |
| 1990      | That Woman                                             |                                        |                     |        |
| 1990      | My Mother                                              |                                        |                     |        |
| 1991      | Yesterday's Green Grass                                |                                        |                     |        |
| 1993      | Yesnal na eolil jeog-e                                 |                                        |                     |        |
| 1993      | Wild Chrysanthemum                                     |                                        |                     |        |
| 1993      | To Live                                                |                                        |                     |        |
| 1993      | 3rd Republic                                           | Mãe de Baek Nam-ui e de Park Chung-hee |                     |        |
| 1993      | Sergeant Oh                                            |                                        |                     |        |
| 1993      | MBC Best Theater "Sundalssiwa byeong-gussiwa ogjuyang" | Srta. Yeo                              |                     |        |
| 1994      | MBC Best Theater "Gilgeolipyo bucheonim"               | Avó abandonada                         |                     |        |
| 1994      | The Woman in the Matchbox                              |                                        |                     |        |
| 1995      | The Road                                               | Sra. Song                              |                     |        |
| 1995      | Tto hanaui sijag                                       |                                        |                     |        |
| 1996      | Wealthy Yu-chun                                        |                                        |                     |        |
| 1996      | The Most Beautiful Goodbye in the World                | Sang Joo-daek                          |                     |        |
| 1996      | Until We Can Love                                      |                                        |                     |        |
| 1996      | The Scent of Winter                                    |                                        |                     |        |
| 1997      | Golden Feather                                         |                                        |                     |        |
| 1997      | The Reason I Live                                      | Kim Sook-hee                           |                     |        |
| 1997      | Beautiful Crime                                        |                                        |                     |        |
| 1997      | Bridal Room                                            |                                        |                     |        |
| 1998      | A Bird's Gift                                          | Avó materna                            |                     |        |
| 1998      | Love Is All I Know                                     |                                        |                     |        |
| 1998      | Appaleul chaj-ajuseyo                                  |                                        |                     |        |
| 1998      | Neowa naui nolae                                       |                                        |                     |        |
| 2000      | Wang Rung's Land                                       | Oh Ran                                 |                     |        |
| 2000      | Ajumma                                                 | Avó materna de Sam-sook                |                     |        |
| 2001      | Wonderful Days                                         | Avó                                    |                     |        |
| 2001      | Morning Without Parting                                | Kim Kyung-hee                          |                     |        |
| 2002      | Successful Story of a Bright Girl                      | Avó de Cha Yang-soon                   |                     |        |
| 2002      | Since We Met                                           | Avó de Kang Min-seok                   |                     |        |
| 2002      | Solitude                                               | Kim Il-soon                            |                     |        |
| 2002      | The Maengs' Golden Era                                 | Han Eul-soon                           |                     |        |
| 2003      | Yellow Handkerchief                                    | Avó Son                                |                     |        |
| 2003      | Bodyguard                                              | Avó materna de Na-young                |                     |        |
| 2003      | Pearl Necklace                                         | Avó de Kim Ki-nam                      |                     |        |
| 2004      | More Beautiful Than a Flower                           | Avó Woo-sik                            |                     |        |
| 2004      | Tropical Nights in December                            | Paciente de hospício                   | Cameo               |        |
| 2004      | Old Miss Diary                                         | Young-ok                               |                     |        |
| 2004      | Land                                                   | Avó de Gan-nan                         |                     |        |
| 2005      | Take My Hand                                           |                                        |                     |        |
| 2005      | Bizarre Bunch                                          | Seo Mal-ja                             |                     |        |
| 2005      | Let's Marry                                            | Avó de Jung Jae-won                    |                     |        |
| 2006      | Special of My Life                                     | Mãe de Jung Hyung-seok                 |                     |        |
| 2006      | Snow Flower                                            | Mãe de Lee Kang-ae                     |                     |        |
| 2006      | Miracle                                                | Mãe de Jang Young-chul                 |                     |        |
| 2007      | Dal-ja's Spring                                        | Lee Kkeut-soon                         |                     |        |
| 2007      | Crazy in Love                                          | Han Bok-ja                             |                     |        |
| 2007      | Coffee Prince                                          | Avó de Choi Han-kyul                   |                     |        |
| 2007      | Fly High                                               | Jo Ok-young                            |                     |        |
| 2007      | Likeable or Not                                        | Sra. Choi                              |                     |        |
| 2007      | New Heart                                              |                                        |                     |        |
| 2008      | Aster                                                  | Mulher Ulgeum                          |                     |        |
| 2008      | Chil-woo the Mighty                                    | Mulher de Mungdung                     |                     |        |
| 2008      | Family's Honor                                         | Yoon Sam-wol                           |                     |        |
| 2009      | Glory of Youth                                         | Mãe do Bae Yong-jin                    |                     |        |
| 2009      | Boys Over Flowers                                      | Empregada chefe                        |                     |        |
| 2009      | Partner                                                | Go Myung-ja                            | Cameo               |        |
| 2009      | Children of Heaven                                     |                                        |                     |        |
| 2009      | Jolly Widows                                           | Park Jung-nyeo                         |                     |        |
| 2009      | Assorted Gems                                          | Kyul Myung-ja                          |                     |        |
| 2010      | Master of Study                                        | Lee Boon-yi                            |                     |        |
| 2010      | The Slave Hunters                                      | Mãe do Hwang Chul-woong                |                     |        |
| 2010      | Gloria                                                 | Oh Soon-nyeo                           |                     |        |
| 2010      | All My Love                                            | Kim Young-ok                           |                     |        |
| 2011      | Paradise Ranch                                         |                                        |                     |        |
| 2011      | My Bittersweet Life                                    | Choi Jung-ok                           |                     |        |
| 2011      | Bravo, My Love!                                        | Avó da Nam Da-reum                     | Cameo               |        |
| 2011      | Protect the Boss                                       | Sra. Song                              |                     |        |
| 2011      | Just Like Today                                        | Oh Gap-boon                            |                     |        |
| 2011      | Brain                                                  | Sa Bong-ja                             | Cameo               |        |
| 2011      | Saving Mrs. Go Bong-shil                               | Kim Geum-shil                          |                     |        |
| 2012      | The Strongest K-Pop Survival                           | Avó de Kwon Ji-woo                     |                     |        |
| 2012      | Love, My Love                                          | Lee Geum-nyeo                          |                     |        |
| 2012      | Standby                                                | Mãe do Park Joon-geum                  | Cameo               |        |
| 2012      | Lovers of Haeundae                                     | Shim Mal-nyun                          |                     |        |
| 2012      | My Lover, Madame Butterfly                             | Yoo Geum-dan                           |                     |        |
| 2012      | Here Comes Mr. Oh                                      | Chun Geum-soon                         |                     |        |
| 2013      | Ruby Ring                                              | Jo Il-soon                             |                     |        |
| 2013      | Drama Special "Yeon-woo's Summer"                      | Avó de Lee Yeon-woo                    |                     |        |
| 2014      | The Full Sun                                           | Hong Soon-ok                           |                     |        |
| 2014      | Make Your Wish                                         | Presidente Choi                        |                     |        |
| 2014      | Marriage, Not Dating                                   | Noh Geum-soon                          |                     |        |
| 2014      | Rosy Lovers                                            | Jo Bang-shil                           |                     |        |
| 2014      | Birth of a Beauty                                      | Avó de Lee Kang-joon                   |                     |        |
| 2015      | Drama Special "Snowy Road"                             | Choi Jong-boon nais velha              |                     |        |
| 2015      | The Return of Hwang Geum-bok                           | Wang Yeo-sa                            |                     |        |
| 2015      | Reply 1988                                             | Avó de Duk Seon                        |                     |        |
| 2015      | All About My Mom                                       | Song Ki-nam                            |                     |        |
| 2016      | Dear My Friends                                        | Oh Ssang-boon                          |                     |        |
| 2016      | Blow Breeze                                            | Dal-rae                                |                     |        |
| 2016      | Shopaholic Louis                                       | Choi Il-soon                           |                     |        |
| 2016      | Listen to Love                                         |                                        | Cameo               |        |
| 2016      | Sweet Stranger and Me                                  | Vó Oh Rye                              | Cameo (Episódio 7)  |        |
| 2017      | All Kinds of Daughters-In-Law                          | Kang Hae-Soon                          |                     |        |
| 2017      | Manhole                                                | (só a voz)                             |                     |        |
| 2017      | Live Up to Your Name, Dr. Heo                          | Kkot-boon                              |                     |        |
| 2017      | The Most Beautiful Goodbye                             | Avó                                    |                     |        |
| 2018      | Welcome to Waikiki                                     | Avó de Jang-gun                        | Cameo (Episódio 4)  |        |
| 2018      | The Great Seducer                                      | Avó                                    |                     |        |
| 2018      | The Rich Son                                           | Park Sun-ok                            |                     | [ 11 ] |
| 2018      | Ms. Hammurabi                                          | Avó da O-reum                          |                     |        |
| 2018      | Witch's Love                                           | Maeng Ye-soon                          |                     | [ 12 ] |
| 2018      | My Mother's Third Marriage                             | Bang Cho-rong                          |                     |        |
| 2018      | My Strange Hero                                        | Lee Sun-hye                            |                     |        |
| 2019      | Dazzling                                               | Avó do Lee Joon-ha                     |                     |        |
| 2019      | Her Private Life                                       | Avó da Deok-Mi                         |                     |        |
| 2019      | The Golden Garden                                      | Kang Nam-doo                           |                     |        |
| 2019      | Love with Flaws                                        | Presidente Han                         |                     |        |
| 2020      | The King: Eternal Monarch                              | Noh Ok-nam                             |                     |        |
| 2021      | Mouse                                                  | Avó que vive sozinha com Oh Bong-i     |                     | [ 13 ] |
| 2021      | Jirisan                                                | Lee Moon-ok                            |                     |        |
| 2021      | Hometown Cha-Cha-Cha                                   | Kim Gam-ri                             |                     | [ 14 ] |
| 2021–2022 | Young Lady and Gentleman                               | Jin Dal-rae                            |                     | [ 15 ] |
| 2022      | Bravo, My Life                                         | Avó de Seo Dong-hee                    | Cameo               | [ 16 ] |
| 2022      | Tomorrow                                               | Lee Jeong-moon                         | Cameo (Episódio 13) | [ 17 ] |
| 2022      | The Law Cafe                                           | Wol-seon                               | Cameo               | [ 18 ] |
| 2022–2023 | Vengeance of the Bride                                 | Park Yong-ja                           |                     | [ 19 ] |
| 2023      | King the Land                                          | Cha Soon-hee                           |                     | [ 20 ] |

### Webséries
| Ano       | Título      | Papel               | Notas          | Ref.   |
| --------- | ----------- | ------------------- | -------------- | ------ |
| 2019–2021 | Love Alarm  | Avó de Jo-jo        | Temporadas 1–2 |        |
| 2021      | Squid Game  | Mãe de Seong Gi-hun |                |        |
| 2022      | Pachinko    | Bokhee mais velha   |                | [ 21 ] |
| ASA       | Men and Men |                     |                | [ 22 ] |

### Programas de televisão
| Ano  | Título               | Papel            | Ref.   |
| ---- | -------------------- | ---------------- | ------ |
| 2013 | Mamado ("Mama, Too") | Membro do elenco | [ 23 ] |
| 2016 | Tribe of Hip Hop     | Participante     | [ 24 ] |
| 2022 | Attack on Grandma    | Anfitriã         | [ 25 ] |
| 2022 | Hot Singers          | Membro do elenco | [ 26 ] |
| 2022 | Prefabricated Family | Anfitriã         | [ 27 ] |

### Dublagem
| Ano  | Título                      | Papel                   |
| ---- | --------------------------- | ----------------------- |
| 1975 | Mazinger Z                  | Soe-dol ("Juzo Kabuto") |
| 1976 | Robot Taekwon V             | Kim Hoon                |
| 1977 | Paul's Miraculous Adventure | Paul                    |
| 1987 | Esteban, a Boy from the Sun | Esteban                 |

## Prêmios e indicações
| Ano  | Prêmio                   | Categoria                                                     | Nomeado/Trabalho                      | Resultado | Ref.   |
| ---- | ------------------------ | ------------------------------------------------------------- | ------------------------------------- | --------- | ------ |
| 1979 | 15º Baeksang Arts Awards | Grande Prêmio (Daesang) para Televisão                        | I Sell Happiness                      | Venceu    | [ 28 ] |
| 1992 | 28º Baeksang Arts Awards | Atriz Mais Popular (TV)                                       | Yesterday's Green Grass               | Venceu    | [ 29 ] |
| 1993 | KBS Drama Awards         | Prêmio Top Excelência, Atriz                                  | Wild Chrysanthemun, Love and Farewell | Venceu    | [ 30 ] |
| 2005 | KBS Entertainment Awards | Prêmio de Conquista                                           | Old Miss Diary                        | Venceu    | [ 31 ] |
| 2007 | 44º Grand Bell Awards    | Melhor Atriz Coadjuvante                                      | Old Miss Diary: The Movie             | Indicado  | [ 32 ] |
| 2009 | MBC Drama Awards         | Prêmio de Atuação de Ouro, Atriz em Série de Drama            | Assorted Gems                         | Venceu    | [ 33 ] |
| 2011 | SBS Drama Awards         | Prêmio de Conquista                                           | Protect the Boss                      | Venceu    | [ 34 ] |
| 2015 | KBS Drama Awards         | Prêmio de Excelência, Atriz em Drama de Um Ato/Especial/Curta | Snowy Road                            | Venceu    | [ 35 ] |
| 2018 | 11º Korea Drama Awards   | Prêmio Lifetime Achievement                                   | —                                     | Venceu    | [ 36 ] |
| 2016 | Scene Stealer Festival   | Prêmio Lifetime Achievement                                   | Kim Young-ok                          | Venceu    | [ 37 ] |

### Honras de Estado
| País          | Cerimônia de Premiação                         | Ano  | Honra                                       | Ref.   |
| ------------- | ---------------------------------------------- | ---- | ------------------------------------------- | ------ |
| Coreia do Sul | 9º Prêmio Coreano de Cultura e Artes Populares | 2018 | Ordem do Mérito Cultural Bogwan (3ª Classe) | [ 41 ] |